# علی‌اصغر کاظمی
علی‌اصغر کاظمی (زاده ۵ دسامبر ۱۹۶۲ - ۱۳۴۱ خورشیدی) بوکسور ایرانی است که در المپیک ۱۹۹۲ بارسلون شرکت کرد. 

## ماجرای دستکش
در المپیک ۱۹۹۲ بارسلون، علی اصغر کاظمی در حالی روی رینگ بوکس رفت که در کمال شگفتی داور و ناظران سالن و میلیون‌ها بیننده تلویزیونی دستکش مخصوص بوکس همراهش نبود. ابتدا تصور این بود که او می‌خواهد کمی خود را گرم و آماده کند و بعد دستکش‌ها را از مربی می‌گیرد هر چند که این کار هم خلاف مقررات است. اما مشکل از دستکش نبود. مشکل اینجا بود که خبری از مربی و سرپرست و مدیر تیم کنار رینگ بوکس نبود. این رویداد تا چند ماه به عنوان یکی از صحنه‌های خنده دار المپیک از شبکه‌های گوناگون جهان پخش می‌شد.